# Могиендарья
Могиендарья́, Магияндарья, Магиандарья или Магиа́н (тадж. Моғиёндарё; в верховье сначала Карасу, затем Субаши) — река в Пенджикентском районе Согдийской области Таджикистана. Третий крупный левый приток реки Зеравшан. Длина — 68 километров, площадь бассейна — 1100 км².
Начало берёт из ледников северного склона Гиссарского хребта. От истока до посёлка Могиен в узкой долине, река течёт в северном направлении, прорезая Зеравшанский хребет глубоким поперечным ущельем. Далее, приняв свой крупнейший приток — реку Шинг, продолжает течь в узком порожистом русле шириной достигающим 10 м. В девяти километрах выше города Пенджикент, выйдя из ущелья и пройдя через посёлок Суджина, впадает в Зеравшан.
В низовье от Могиендарьи сооружён отвод — канал Токсанкяриз, уходящий на запад.